# Пенни-Фармс (Флорида)
Пенни-Фармс (англ. Penney Farms) — муниципалитет, расположенный в округе Клей (штат Флорида, США) с населением в 580 человек по статистическим данным переписи 2000 года.

## География
По данным Бюро переписи населения США муниципалитет Пенни-Фармс имеет общую площадь в 3,63 квадратных километров, водных ресурсов в черте населённого пункта не имеется.
Муниципалитет Пенни-Фармс расположен на высоте 29 м над уровнем моря.

## Демография
По данным переписи населения 2000 года в Пенни-Фармс проживало 580 человек, 171 семья, насчитывалось 266 домашних хозяйств и 290 жилых домов. Средняя плотность населения составляла около 159,78 человек на один квадратный километр. Расовый состав населённого пункта распределился следующим образом: 90,86 % белых, 8,28 % — чёрных или афроамериканцев, 0,17 % — азиатов, 0,69 % — представителей смешанных рас, Испаноговорящие составили 0,34 % от всех жителей.
Из 266 домашних хозяйств в 6,0 % воспитывали детей в возрасте до 18 лет, 57,5 % представляли собой совместно проживающие супружеские пары, в 5,3 % семей женщины проживали без мужей, 35,7 % не имели семей. 33,5 % от общего числа семей на момент переписи жили самостоятельно, при этом 28,2 % составили одинокие пожилые люди в возрасте 65 лет и старше. Средний размер домашнего хозяйства составил 1,83 человек, а средний размер семьи — 2,23 человек.
Население муниципалитета по возрастному диапазону по данным переписи 2000 года распределилось следующим образом: 5,7 % — жители младше 18 лет, 1,9 % — между 18 и 24 годами, 6,4 % — от 25 до 44 лет, 10,2 % — от 45 до 64 лет и 75,9 % — в возрасте 65 лет и старше. Средний возраст жителей составил 76 лет. На каждые 100 женщин в Пенни-Фармс приходилось 64,8 мужчин, при этом на каждые сто женщин 18 лет и старше приходилось 61,4 мужчин также старше 18 лет.
Средний доход на одно домашнее хозяйство составил 37 344 доллара США, а средний доход на одну семью — 46 875 долларов. При этом мужчины имели средний доход в 31 875 долларов США в год против 31 250 долларов среднегодового дохода у женщин. Доход на душу населения составил 37 344 доллара в год. 8,1 % от всего числа семей в населённом пункте и 16,4 % от всей численности населения находилось на момент переписи населения за чертой бедности, при этом 41,7 % из них были моложе 18 лет и 11,5 % — в возрасте 65 лет и старше.